# Groupe FDP au Bundestag
Le groupe du Parti libéral-démocrate au Bundestag (FDP-Bundestagsfraktion) est le groupe parlementaire rassemblant les députés fédéraux du Parti libéral-démocrate (FDP) au Bundestag allemand.
Ce groupe existe depuis les premières élections législatives de la République fédérale d'Allemagne, le 14 août 1949. À partir de cette date jusqu'en 1994, il a été le troisième groupe parlementaire. Il a retrouvé brièvement cette position de 2005 à 2013. Il disparaît entre 2013 et 2017, puis à nouveau à partir de 2025.

## Historique
En 1956, la majorité des députés prirent la décision de quitter la coalition noire-jaune du chancelier Konrad Adenauer. En réponse à cette décision, les quatre ministres fédéraux du cabinet Adenauer II, suivis par seize députés, firent scission pour former le Parti populaire libéral (FVP), dont l'existence fut éphémère.
Par ailleurs, entre 1966 et 1969 et entre 2005 et 2009, le groupe FDP au Bundestag fut le premier groupe de l'opposition parlementaire en raison de la formation d'une grande coalition entre l'Union chrétienne-démocrate d'Allemagne (CDU) et le Parti social-démocrate d'Allemagne (SPD).
À la suite des élections législatives fédérales du 27 septembre 2009, le groupe est dirigé par Birgit Homburger, première femme à occuper ce poste. Il compte de 2009 à 2013 93 députés, un nombre encore jamais atteint.
À la suite des élections législatives fédérales du 22 septembre 2013, le groupe ne possède plus de députés faute de n'avoir pu obtenir les 5 % des voix nécessaires pour obtenir des députés élus à la représentation proportionnelle.
Cependant, le groupe se reconstitue avec 80 députés à la suite des élections législatives fédérales du 24 septembre 2017.

## Historique du groupe
| Législature                 | Président(e)                                                                           | Députés      |
| --------------------------- | -------------------------------------------------------------------------------------- | ------------ |
| 1re législature (1949-1953) | Theodor Heuss Hermann Schäfer (1949) August Martin Euler (1951) Hermann Schäfer (1952) | 52           |
| 2e législature (1953-1957)  | Thomas Dehler Max Becker (1957)                                                        | 48 32 (1956) |
| 3e législature (1957-1961)  | Erich Mende                                                                            | 41           |
| 4e législature (1961-1965)  | Erich Mende Knut von Kühlmann-Stumm (1963)                                             | 67           |
| 5e législature (1965-1969)  | Knut von Kühlmann-Stumm Wolfgang Mischnick (1968)                                      | 49           |
| 6e législature (1969-1972)  | Wolfgang Mischnick                                                                     | 30           |
| 7e législature (1972-1976)  | Wolfgang Mischnick                                                                     | 41           |
| 8e législature (1976-1980)  | Wolfgang Mischnick                                                                     | 39           |
| 9e législature (1980-1983)  | Wolfgang Mischnick                                                                     | 53           |
| 10e législature (1983-1987) | Wolfgang Mischnick                                                                     | 34           |
| 11e législature (1987-1991) | Wolfgang Mischnick                                                                     | 46           |
| 12e législature (1991-1994) | Hermann Otto Solms                                                                     | 79           |
| 13e législature (1994-1998) | Hermann Otto Solms                                                                     | 47           |
| 14e législature (1998-2002) | Wolfgang Gerhardt                                                                      | 43           |
| 15e législature (2002-2005) | Wolfgang Gerhardt                                                                      | 47           |
| 16e législature (2005-2009) | Wolfgang Gerhardt Guido Westerwelle (2006)                                             | 61           |
| 17e législature (2009-2013) | Birgit Homburger Rainer Brüderle (2011)                                                | 93           |
| 18e législature (2013-2017) |                                                                                        | 0            |
| 19e législature (2017-2021) | Christian Lindner                                                                      | 80           |
| 20e législature (2021-2025) | Christian Lindner Christian Dürr (2021)                                                | 92           |
| 21e législature (2025-2029) |                                                                                        | 0            |